# Сатир Гераклейський
Сатир (410—345 роки до н. е.) — тиран Гераклеї Понтійської з 352 до 345 року до н. е.

## Біографічні відомості
Володарював після вбивства свого брата — тирана Клеарха. Він стратив заколотників — учасників убивства Клеарха. Усі його зусилля були спрямовані на збереження влади у родині та накопичення статків. Було укладено військово-політичний союз з містом Сінопа.
При цьому режим став дещо м'якішим. Після тривалої важкої хвороби Сатир помер, передавши владу синові Клеарха — Тімофею.